# Tall Tala
Tall Tala (arab. تل طلعة) – wieś w Syrii, w muhafazie Al-Hasaka. W 2004 roku liczyła 800 mieszkańców.